# چرا با جمهوری اسلامی مخالفم؟
«چرا با جمهوری اسلامی مخالفم؟»، عنوان نامه‌ای تاریخی به روح‌الله خمینی بود که ۲۵ دی ۱۳۵۷ در روزنامهٔ آیندگان منتشر شد. نویسندهٔ نامه، مصطفی رحیمی، حقوق‌دان، نویسنده و مترجم ایرانی بود. نامهٔ سرگشادهٔ رحیمی، نخستین نقد افکار خمینی بود که برخلاف جو غالب مردم و جریان روشن‌فکری آن زمان بود .
رحیمی در این نامه به خمینی پیشنهاد کرده‌بود که به‌جای افزودن پس‌وند اسلامی به جمهوری، جمهوری مطلق اعلام کند و حاکمیت جمهور مردم را بپذیرد. او در ادامه هشدار داده‌بود که ایران در برهه‌ای تاریخی قرار گرفته و بسیار محتمل است از یک دیکتاتوری سکولار برهد و به دام یک استبداد دینی بیفتد.
رحیمی، معتقد بود جمهوری اسلامی یک عبارت متناقض است و تأکید داشت که یک نظام جمهوری نباید هیچ قیدی بپذیرد. او نگران این بود که چنین حکومتی به‌سبب حضور فقیهان و باورهای مستتر در آن بر اساس رجوع به متون گذشته بخواهد مسائل روز انسان‌ها را پاسخ دهد.